# Убийство оленя
«Убийство оленя» (фр. L'Hallali du cerf) — картина французского художника-реалиста Гюстава Курбе, написанная в 1867 году. Хранится в Музее изобразительных искусств и археологии Безансона.

## История

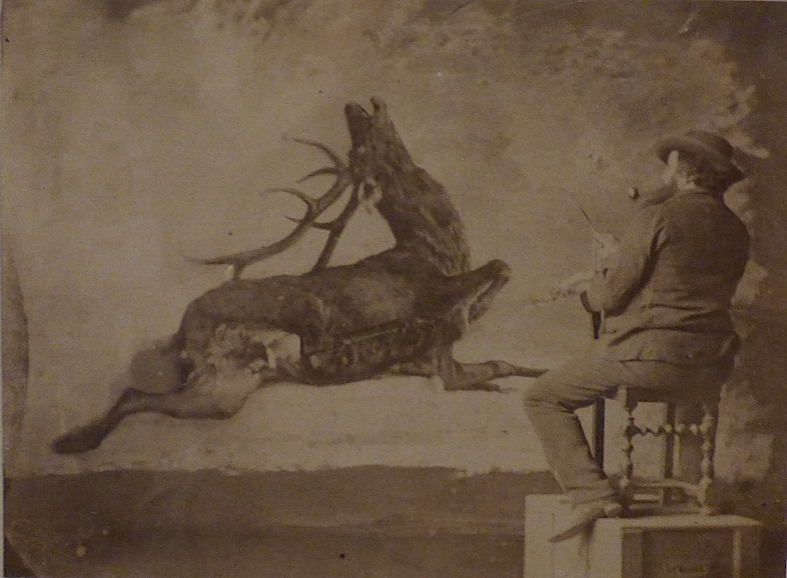
Курбе "Убийство оленя", фотография (1867). Этьенн Каржа.

Картина была написана зимой 1866—1867 годов и стала последней крупноформатной работой Курбе (размеры картины 355 см и 505 см). На выставке в Парижском салоне в 1869 году полотно вызвало скандал. По сложившейся тогда художественной традиции большие форматы были зарезервированы для Великой Живописи и исторических сцен, а не сцен охоты или провинциальных видов.
Джульетта Курбе в 1881 года продала картину на аукционе французскому правительству за 33 900 франков. Изначально работа хранилась в Лувре, а затем была передана музею Безансона в 1882 году.

## Композиция
На картине изображен олень, упавший на заснеженную землю, на которого нападает стая охотничьих собак. Слева — двое мужчин: загонщик — Жюль Кузенье, житель Орнана, а верхом на лошади — Феликс Гауди из Вуйллафанс. Это сцена, частично основана на автобиографии художника, как аллегория к событиям двенадцатью годами ранее.
Убийство оленя относится к традиционным сценам охоты, которые стали популярны после 17-го века. Курбе используя техники реализма, которые приближают его к фламандцам,  создает свою картину с помощью коллажа: сначала олень, затем всадник справа, собаки и, наконец, загонщик. Охотничьи сцены   стали появляться в работах Курбе с 1857 года, начиная с La Curée (хранится в Бостонском музее изобразительных искусств). Еще одна крупноформатная картина, выставленная в Музее Орсе на ту же тему, называется Le Rut du printemps, deer fight (1861). 

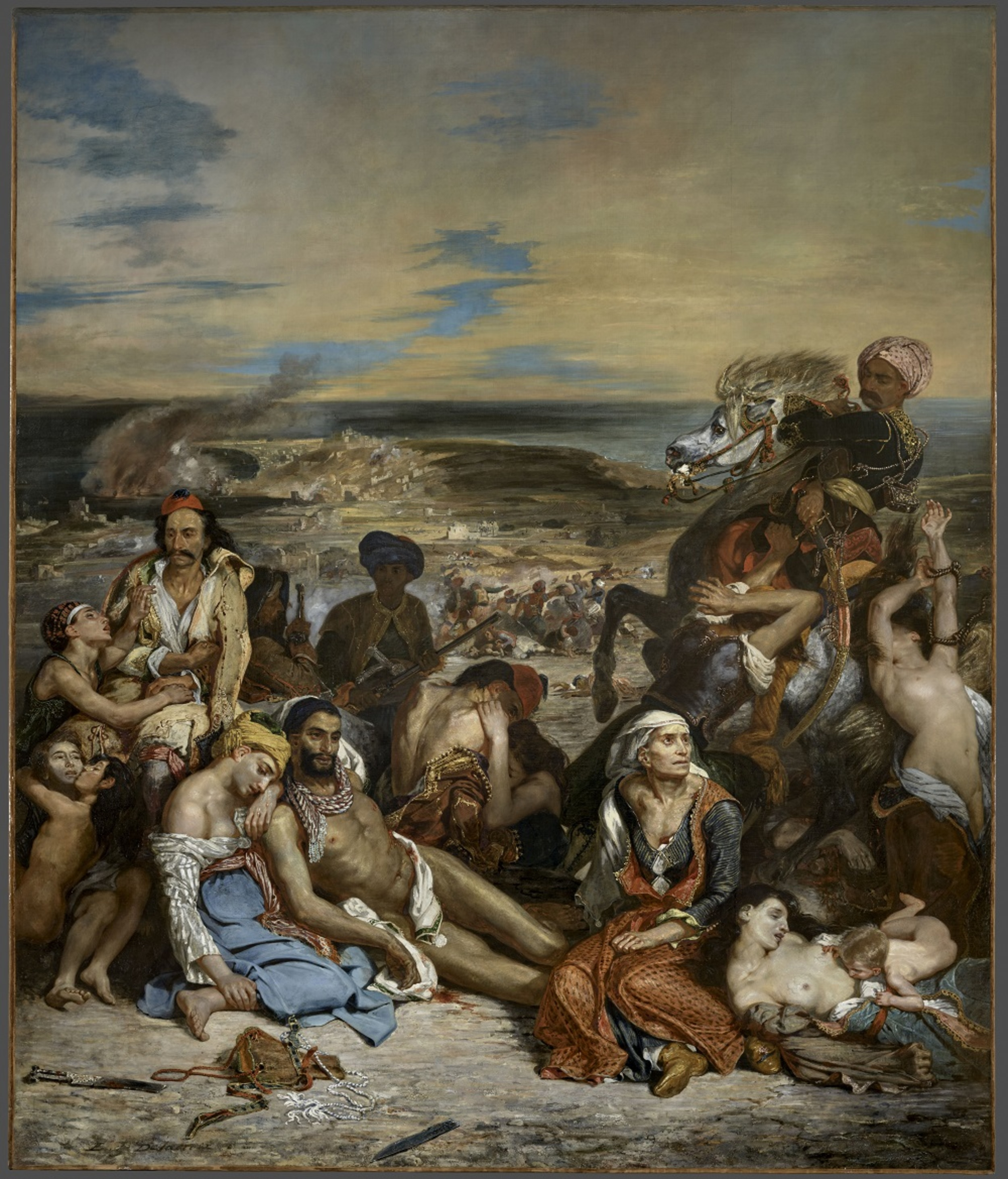
Сцена из Резни на Хиосе. Эжен Делакруа в Лувре.

На эту картину оказали влияние несколько работ, в том числе Резня на Хиосе (1824) Эжена Делакруа, особенно персонаж верхом на лошади.